# Tipoe's Tijger

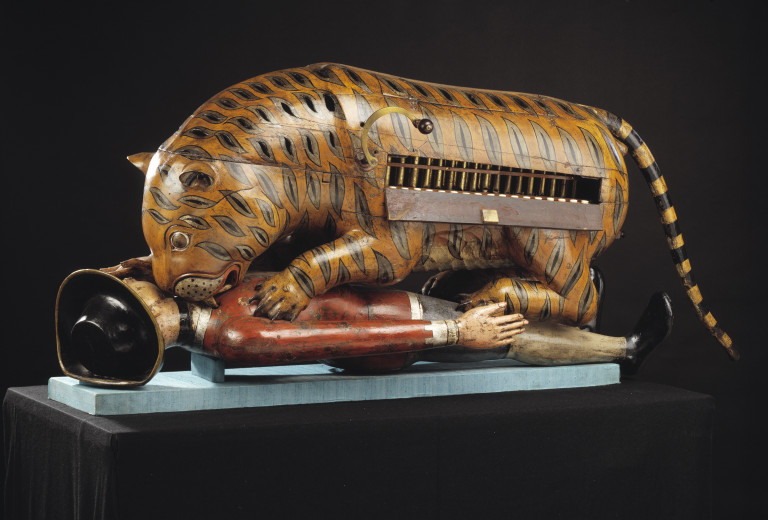
Tipoe's Tijger in het Victoria and Albert Museum met het binnenwerk zichtbaar.

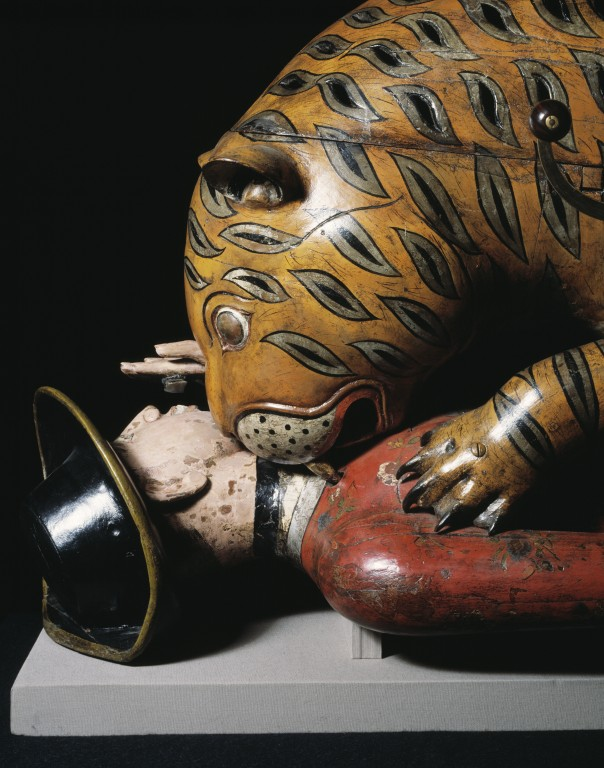
Een detail van Tipoe's Tijger

Tipoe's Tijger is een 18e-eeuws (circa 1793) automaton gemaakt voor Tipoe Sultan van Mysore. Het gaat om een bijna levensgroot en geverfd houten beeld met binnenin een mechanisch miniatuurorgel, gemaakt van metaal en ivoor, dat het gebrul van een tijger nabootst. Het kunstwerk verbeeldt een Europese officier van de East India Company die wordt aangevallen door een tijger.

## Achtergrond en geschiedenis
Tipoe Sultan was sinds 1782 heerser van Mysore, een gebied in het zuiden van India. Als symbool voor zijn leiderschap koos hij voor de 'tijger'. Afbeeldingen ervan werden gebruikt op zijn troon en wapens. Het tijgermotief van strepen werd gebruikt voor versieringen van muren en uniformen. Levende tijgers waren onderdeel van zijn bewaking. De Britten gaf hem dan ook de bijnaam: Tiger of Mysore.
Mysore had al decennia lang een vijandige verhouding met de East India Company, onderling werden diverse oorlogen gevoerd. In 1792 verloor Tipoe de Derde Oorlog tussen Mysore en de Britten. Onder leiding van Lord Cornwallis werd een vredesverdrag opgesteld, waarbij de kinderen van de Sultan als gijzelaars werden gebruikt, die voor zowel Tipoe als Mysore als pijnlijk en vernederend werd ervaren. Mogelijk naar aanleiding van dit verdrag liet Tipoe deze automaton maken. Het houten beeld is vermoedelijk gemaakt door een Indiase vakman, terwijl het mechanische binnenwerk vermoedelijk is gemaakt door een Europese vakman die aan het hof van de sultan werkte.

De motivatie voor de keuze van het thema en het ontwerp van de tijger en de soldaat is nooit duidelijk geworden. Er zijn theorieën die aangeven dat een bekend en gedocumenteerd incident uit 1792 hierin een rol heeft gespeeld. De 17-jarige soldaat Hector Sutherland Munro, zoon van de Schotse generaal Hector Munro, werd aangevallen en meegesleept door een tijger op Sagar. Het incident gebeurde tijdens het jagen en Munro overleefde uiteindelijk deze aanval niet. Dit incident is in ieder geval de inspiratie geweest voor een porseleinen Staffordshire beeldje uit circa 1820. Het beeldje heeft een sterke gelijkenis met Tipoe's Tijger.

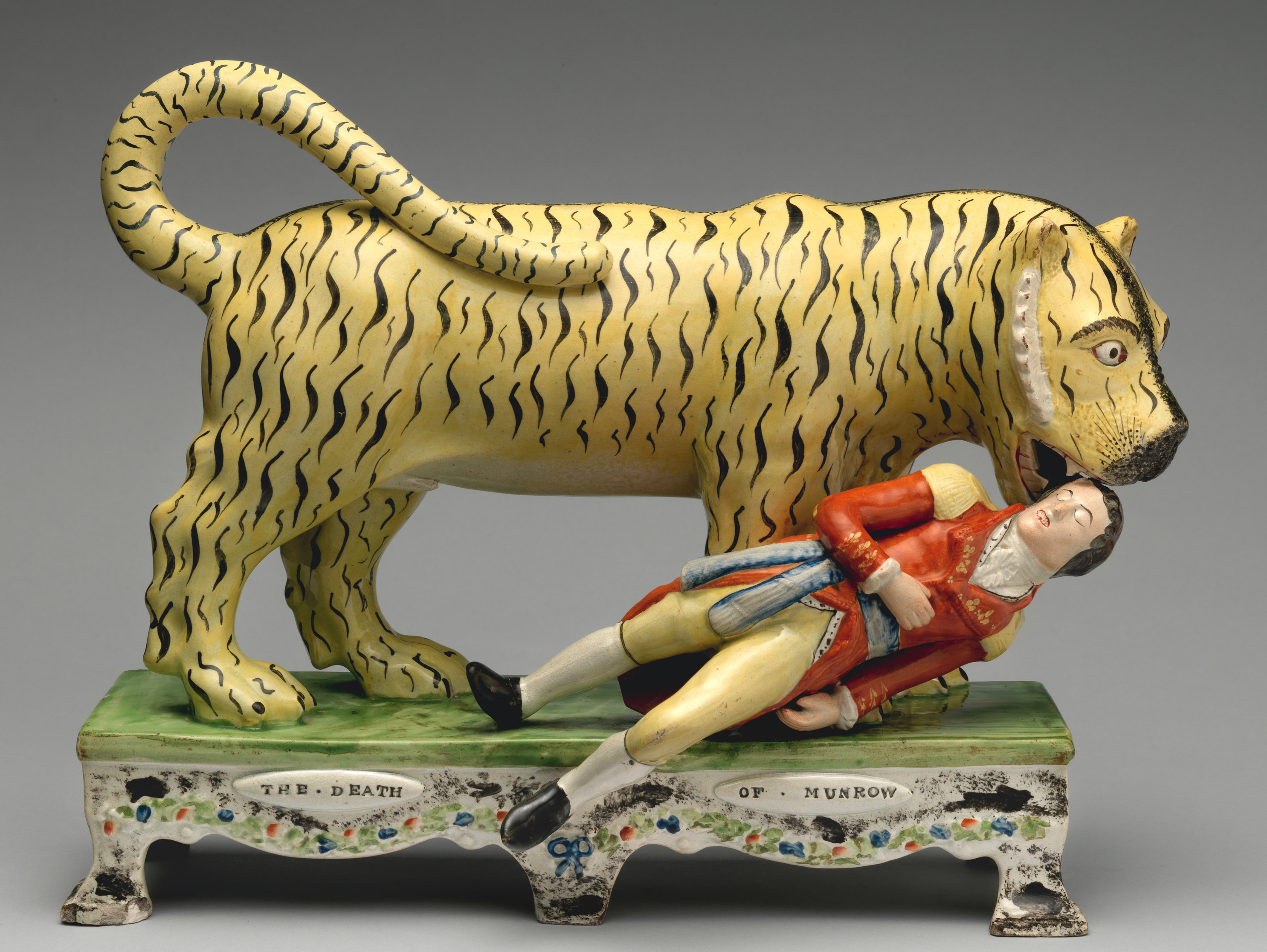
The Death of Munrow. (c. 1820)

## Werking
Terwijl de soldaat op zijn rug ligt wordt deze overmeesterd door een tijger. Een klep aan een zijde van het dier geeft toegang tot een toetsenbord en pijpen waardoor het miniatuurorgel zichtbaar wordt. Door middel van een hendel kan er lucht door de  pijpen worden geblazen waarmee de tijger een brul geeft en de soldaat een arm opheft om alarm te slaan. Ook is het mogelijk om de soldaat kreunende geluiden te laten maken. Met behulp van het ivoren toetsenbord is het mogelijk om diverse melodieën te spelen. De bovenkant van de tijger is te verwijderen zodat het instrument kan worden onderhouden.

## Britse overname
Tijdens de Vierde Oorlog tussen Mysore en de Britten werd, onder leiding van Richard Wellesley, Seringapatam ingenomen en Tipoe Sultan vermoord. Zijn paleis werd door Britse soldaten leeg geroofd, waardevollen en unieke objecten werden naar Londen gestuurd, waaronder ook Tipoe's Tiger in 1800. Het werd eerst tentoongesteld in de Tower of London en later in het East India House. Na het sluiten van het museum van de East India Company werd de tijger overgebracht naar het South Kensington Museum, het huidige Victoria & Albert Museum.

## Symboliek
Tipoe's Tijger stond voor Tipoe symbool voor zijn vijandigheid tegen de Britten. Voor de Britten echter werd de tijger een koloniaal symbool en propaganda-instrument tegen de in hun ogen wrede tirannen van India. In het postkoloniale tijdperk is de betekenis van de tijger verschoven en staat deze meer symbool voor het Indiase verzet tegen de Britse heerschappij alsmede de Britse vooroordelen en hun imperialisme. Latere inzichten leggen ook nadruk op de betekenis van de tijger. In het zuiden van India waren de Hindoes in de meerderheid en werden tijgers gezien representatie van sterke oorlogsgodinnen. Met de keuze voor de tijger omgaf Tipoe zich met goddelijke krachten passend bij de achtergrond van zijn tijd.

## Artistieke navolging
Het bijzondere object Tipoe's Tijger heeft wereldwijd diverse schrijvers en kunstenaars geïnspireerd tot het maken van afgeleid eigen werk.
Voorbeelden (selectie)
- Dichter John Keats verwees naar dit kunstwerk, als 'Man-Tiger-Organ', in zijn gedicht The Cap and Bells (1819).[8]
- Dichter Marianne Moore schreef de ballade Tippoo's Tiger (1967). Naar verluidt had zij het kunstwerk gezien toen het in 1955 tentoon werd gesteld in New York.[9]
- Dichter Daljit Nagra schreef Tippoo Sultan's Incredible White-Man-Eating Tiger Toy-Machine!!! (2011), waarin hij het verzet tegen de Britse overheersing in India viert.[7]